# إلانا مايرز
إلانا مايرز (بالإنجليزية: Elana Meyers Taylor) هي لاعبة اتحاد الرغبي أمريكية، ولدت في 10 أكتوبر 1984 في أوسيانسيدي في الولايات المتحدة.

## وصلات خارجية
- الموقع الرسمي
- إلانا مايرز على موقع IBSF (الإنجليزية)
- إلانا مايرز على موقع اللجنة الأولمبية الدولية (الإنجليزية)
- إلانا مايرز على موقع أوليمبيديا (الإنجليزية)
- إلانا مايرز على موقع اللجنة الأولمبية والبارالمبية الأمريكية (الإنجليزية)